# Trankgasse (Köln)

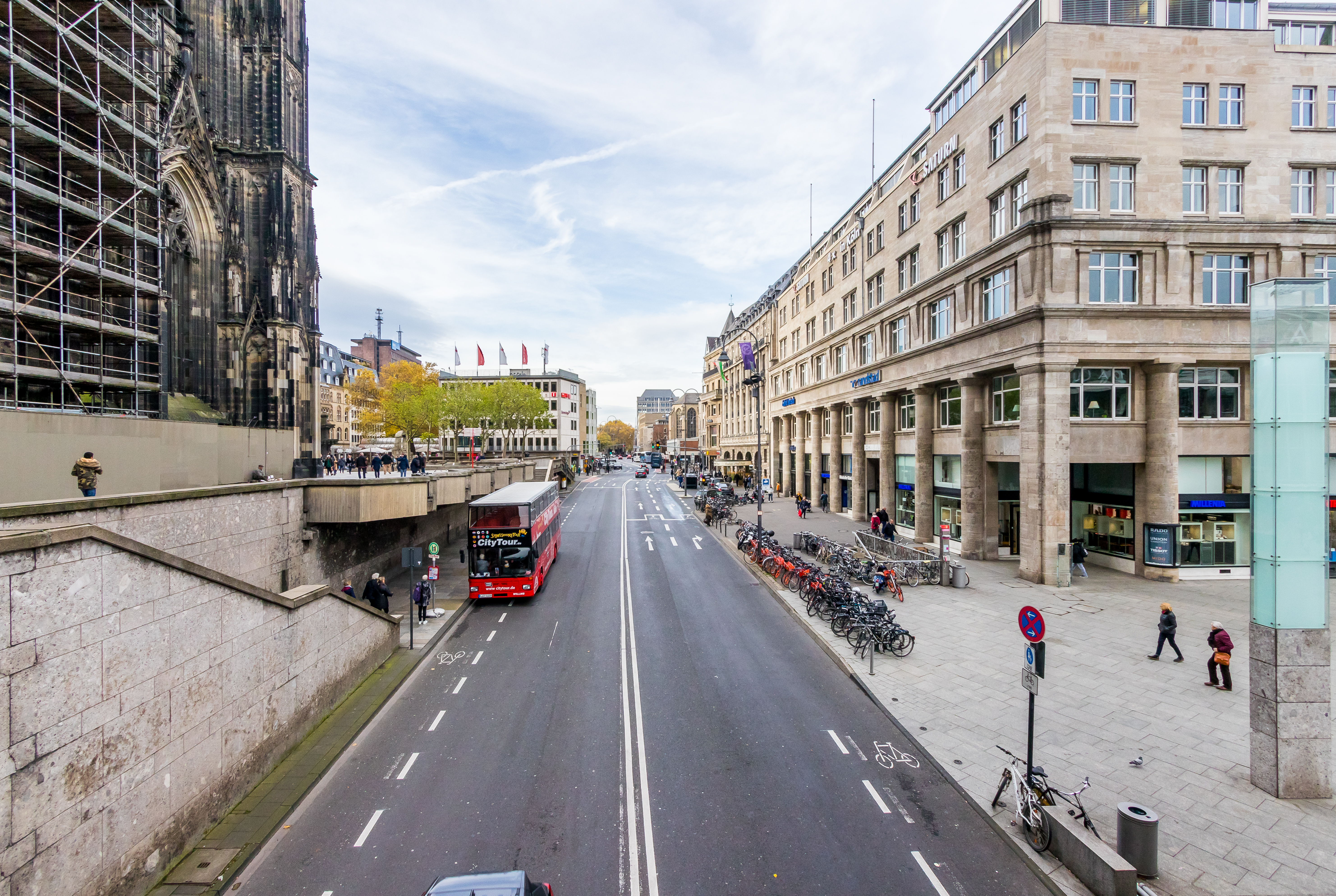
Trankgasse zwischen Dom und Deichmannhaus. Blick Richtung Westen. Rechts der Übergang zum Bahnhofsvorplatz

Trankgasse ist der Straßenname einer 455 Meter langen Straße in der Kölner Altstadt-Nord, die direkt an die Domplatte und den Kölner Dom angrenzt und in Ost-West-Richtung verläuft.

## Geschichte
Die Trankgasse lässt sich bis in die Römerzeit zurückverfolgen.

### Römerzeit und Frühmittelalter
Die Trankgasse lag in der Römerzeit im Bereich des alten römischen Stadtgrabens direkt stadtauswärts vor der Pfaffenpforte und der Nordostecke der römischen Stadtmauer. Möglicherweise diente sie als Wallgasse, die von der Römerstraße Cardo Maximus gekreuzt wurde. Die erste größere Erweiterung des Stadtbildes erfolgte während des Frühmittelalters wahrscheinlich in der ersten Hälfte des 10. Jahrhunderts, als das der Römerstadt vorgelagerte Überschwemmungsgebiet in den Schutz der Befestigung einbezogen wurde. An der Nordseite hob man parallel zur Römermauer zur Seite des späteren erzbischöflichen Gartens einen Graben aus, nach dem die heutige Trankgasse damals den Namen „Grabengasse“ erhielt. Da die nördliche Seitenmauer des Domes auf der Römermauer ruhte, wird der Graben wahrscheinlich bis zur Pfaffenpforte geführt worden sein, um auch dem Dom Schutz zu gewähren. Dass der Trankgasse entlang ein schützender Graben gezogen war, geht unter anderem aus einer Schreinskarte vom Ende des 12. Jahrhunderts hervor, wonach sich neben der Propstei von St. Maria ad Gradus eine Brücke am Rhein (lateinisch „secus Rhenum“) befunden hat; auch ein Wall lag hier, und zwar anscheinend an der Nordseite der Trankgasse, da dort ein Haus in einem Graben in der Nähe von St. Lupus (lateinisch „in vallo iuxta S. Lupum“) erwähnt wird.

### Mittelalter

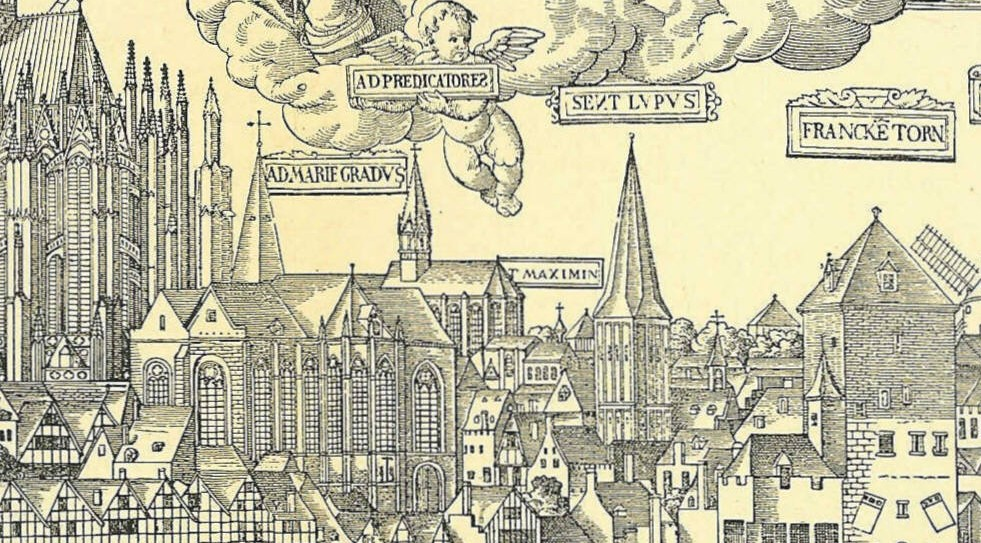
Trankgasse/Maximinenstraße – St. Lupus (Anton Woensam, Kölner Stadtansicht von 1531)

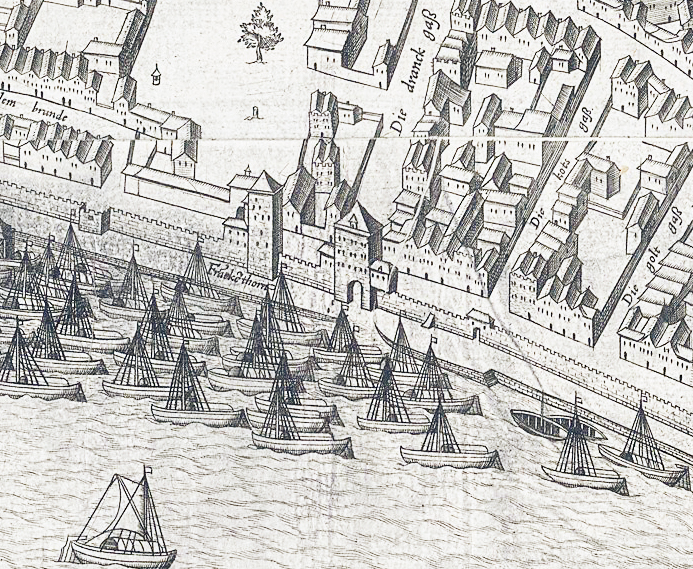
Frankentor und Trankgassentor (Arnold Mercator, Kölner Stadtansicht von 1570)

#### Straßennamen
Die Trankgasse hieß zunächst „platea valli“ (Wallstraße), dann „in vico potus“ (Tränkestraße) und „platea equorum“ (Pferdestraße). Dass zwei der ältesten Schreinsbücher des Niederich für die Trankgasse – statt „in platea potus“ – auch die Benennung „platea equorum“ führten, erwähnte bereits Johann Gerhard Aloys Imhoff im November 1849. Nach Imhoff hieß sie im 13. Jahrhundert „drancgazzen“ (Niederich in den Jahren 1231, 1253 und 1259) und später „Drankgassen“ (1405), als über die Straße Triedelpferde zur Tränke an den Rhein geführt wurden und die Straße wohl zunächst als Viehtrift diente. Es erscheint unzweifelhaft, dass die Straße den Namen von einer Pferdetränke am Rheinufer hat, zu dem sie führte. Aus der römischen „platea valli“ wurde schließlich „grave gaze“, also Grabengasse. Im Spätmittelalter hieß sie „dranggass“, „dranckgass“ oder „tranckgass“.

#### Gebäude
Die ersten Gebäude in der Trankgasse dürften im 12. Jahrhundert entstanden sein. Zwischen 1164 und 1176 kauften die Domherren (lateinisch „domini de San Petro“) ein Haus in der „platea equorum“, auch Dompropst Ludwig von Dollendorf bezog hier nach 1184 ein Haus von Albert Suevus. Im Jahre 1173 wird erstmals die Pfarrkirche St. Lupus erwähnt (1803 während der Säkularisation geschlossen, 1808 abgerissen), sie lag in Höhe der Trankgasse, wo heute die Bahntrasse zum Kölner Hauptbahnhof führt. Um 1200 verfügten Graf Wilhelm von Jülich und Gattin Mettilde gegenüber dem Dom über das Haus „zum Thurm“. In Trankgasse Nr. 25 stand bereits 1215 das Haus „Drachenfels“ des Heinrich von Niederich. Nachbar war in Nr. 23 Haus „Wolkenburg“ des Richmod von Wolkenburg, erstmals 1215 erwähnt. Um 1220 bewohnten der Ministeriale Rutger von Galen und Gattin Hadwig ein Haus in der „Dranggasse“. Nach dem Erwerber Heinrich III. von Sayn wurde der von ihm 1232 erworbene „Saynerhof“ benannt. Die Kommende Breisig erwarb 1237 in der Trankgasse einen großen Hof „zuome Temple“, ein erster Hinweis auf die Ausdehnung des Templerordens in Köln. Das Haus „zum Tempel“ wurde von Rudolf vom Tempel 1259 dem Zisterzienserinnenkloster Dalheim geschenkt. Domherr Johannes vermachte inzwischen 1246 dem Domstift unter anderem ein Steinhaus in der Trankgasse. In einer Urkunde vom 25. Juni 1261 über eine Grundstücksübertragung durch das Domkapitel ist von einem Bibliotheksturm in der Trankgasse die Rede. Am 30. März 1266 kaufte der Domkanoniker Walram von Sponheim vom Domkapitel ein Haus in der Trankgasse gegenüber dem Dormitorium. Im Jahre 1271 wird erstmals Meister Arnold beim Kauf des Hauses „Drachenfels“ in Nr. 25 als Dombaumeister erwähnt. Nach dem Tod seiner Frau verkaufte er das Haus bereits 1274. Ritter Johann von Merheim erhielt 1284 vom Domkapitel ein Haus in der Trankgasse in Erbpacht gegen einen Erbzins von 6 Mark jährlich mit einem Vorkaufsrecht für das Domkapitel. Das Trankgassentor wurde im Jahre 1293 als „turis de Drancgassin“ erstmals namentlich erwähnt.
Das Haus in Nr. 2 neben der Pfaffenpforte gehörte 1304 dem Ritter Johann Scherfgen zusammen mit Everhard von Schwan nebst Gattinnen. Im Jahre 1310, „am Tage nach Johannis des Täufers Geburt“, erwarb Meister Johann von Bueren das Haus „Lutzelinburg“ in der Trankgasse von Hermann von Jülich, einem Geistlichen. Dieses ging 1333 auf Johannes dictus Roytgin als Mitbesitzer über und hieß nun „Luzzillinburg“. Roytgin stellte wohl Waffen, und zwar Schwerter, her (lateinisch „facienti arma, id est sarwortere“). Seit dem 1. Mai 1487 hieß das Haus in der „dranckgassen“ nun „Lutzelenburg“. Nachdem Dombaumeister Nikolaus van Bueren („Meister Claiws von Buere“) im Juli 1433 in der Straße gegenüber dem Nordportal des Domes ein Haus erwarb (heute Trankgasse Nr. 9), belastete er es am 3. August 1433 mit einer Erbrente von 12 Goldgulden. Im Jahre 1445 erbten Conrad Kuenen und Styngin (die Nichte des Dombaumeisters) ¼ dieses neben dem Haus „Groß-Geldern“ gelegenen Hauses, das aus dem Nachlass des am 16. Mai 1445 verstorbenen Dombaumeisters stammte. Inzwischen hatte 1327 Tilmann (Theoderich) von der Trankgasse sein „Haus Ysenburg“ an Gobelin Morart verkauft, 1330 gab es einen zweiten Hinweis auf den Templerorden in der Trankgasse durch das Haus „Zum neuen Tempel“. Im Jahre 1351 entstand für den Afterdechanten vom Dom ein Bau in der Trankgasse Nr. 9, der 1583 neu errichtet wurde. Der 1370 erstmals bezeugte Frankenturm stand am Ende der Trankgasse neben dem Trankgassentor. Der Schöffe Johann Overstolz lebte mindestens seit 1380 in der Trankgasse, weil er in jenem Jahr 40 Mark für die Wachen während der Fastnachtszeit erhielt. „Haus Schiderich“ in Nr. 13 gehörte Richmodis Schiderich, es wurde am 17. Juli 1397 erstmals urkundlich erwähnt, als die Brüder Indenacker hieran einen Erbzins erwarben.
Im Jahre 1431 wurde der Kölner Dom bereits als Durchgang vom Domhof zur Trankgasse benutzt. Im Jahre 1447 wohnten der Kölner Dombaumeister Konrad Kuene van der Hallen und Gattin Styne im „Haus Mirweiler“ in Nr. 41. Im Jahre 1449 übernahm der spätere „Kölnische Hof“ am westlichen Ende der „Drankgass“ in Nr. 7 nach und nach die Rolle des erzbischöflichen Palastes am Domhof. Dies weist ein Protokoll vom 22. Oktober 1449 nach, als der Kölner Patrizier Hirtzelin im Gebäude mit einer Schadensforderung abgewiesen wurde. Am 16. Mai 1485 übergaben Dekan und Kapitel die Domkurie in Nr. 7 an Ulrich Kreidweiß gegen übliche Pacht.
Der Kölnische Hof war inzwischen ab 30. November 1473 Quartier Kaiser Friedrichs und Sohns Maximilian (Kölner Stiftsfehde). Letzterer fand an seinem Quartier jedoch keinen Gefallen, es fand im Gegenteil „der Majestät ganzes Missfallen“. Die Absicht des Erzbischofs Ernst, den Kölnischen Hof durch den benachbarten „Wittgensteinschen Hof“ zu erweitern, stieß beim Rat der Stadt Köln im Oktober 1584 auf Ablehnung. Nach einem Brandschaden am 9. Januar 1593 berichtete der Kölner Chronist und Ratsherr Hermann von Weinsberg über bauliche Details des frühen Kölnischen Hofes:

„.. Porzhaus, Pferdestall und Kanzlei brannten dabei ab, die oben gelegene Küche des Burggrafen und die steinerne Wendeltreppe vor dem großen Gehäuse blieben stehen.“

Da der Hof auch von dem päpstlichen Nuntius bewohnt wurde, plante man seinen sofortigen Wiederaufbau.

#### Buchdrucker
Erster Buchdrucker in der Straße schien Arnd von Aich gewesen zu sein, dessen zwischen 1514 und 1536 erschienenen Bücher den Hinweis „by Sankt Lubus“ tragen, weil seine Wohnung in der Trankgasse vor St. Lupus lag. Um 1518 erschien hier die älteste deutsche Liedersammlung „75 hubscher lieder myt Diskant, Alt, Bas und Tenor“. In Arnold Mercators Kölner Stadtansicht von 1570 heißt die Trankgasse „Die dranck gass“. Sie war vom Rheinufer an vollständig bebaut und ging ab der Pfaffenpforte in „Voir St. Andreae“ (heute: Komödienstraße) über. Seit 1597 befand sich die Offizin des Druckers Johann Büreich (Bureckius, Bürich) in der „Dranckgassen“. Büreich arbeitete zuvor in der Druckerei der Nachfahren des Heinrich Quentell. Drucker Wilhelm Friessem war seit 1638 in seiner Offizin „im Bäumgen vor St Paul“ als Buchhändler registriert, seit 1648 firmierte er „zum Erzengel Gabriel in der Tranckgasse“ und entwickelte sich schnell zu einem der größten Druck- und Verlagshäuser und Buchhandelsunternehmen in Köln. Noch 1672 weist das von Gaspar Sevenstern verfasste Buch „Societatis Jesu: Cum approbatione et facultate Superiorum“ im Impressum nach, dass es „bei Wilhelm Friessem in der Trankgassen“ erschien.

#### Weitere städtebauliche Entwicklung
Wilhelm Egon von Fürstenberg-Heiligenberg ließ 1658 die Dompropstei (Nr. 2) erbauen. Sie besaß einen eingefriedeten Vorgarten, der rechts durch eine Mauer, zur Trankgasse hin durch einen lang gezogenen Gebäudetrakt von der Straße abgetrennt war. Die römische Stadtmauer bildete einen Teil der Nordfront des Gebäudes.
Im 18. Jahrhundert entstanden auf der Nordseite der Trankgasse einige bedeutsame Bauwerke. Anfang des Jahres 1700 gab es in Nr. 7 einen Neubau des „Kölnischen Hofs“. Nach einem Schreiben der Kölner Erbvogtei aus dem Jahr 1721 leisteten dabei der Steinmetzmeister „Ringens“, der Zimmermeister „Johs. Schmitz“ und der Schlossermeister „Peter Hilgers“ „untadelhafte Arbeit“. Das neue Gebäude wies eine zehnachsige und zweigeschossige Fassade auf. Die Straßenfront hatte ein von Säulen eingefasstes Rundbogenportal und war mit zwei Balkonen ausgestattet. Den Hof des Gebäudes flankierten zwei Seitenflügel. In der preußischen Zeit diente der „Kölnische Hof“ als Kreis- und dann als Landgericht.

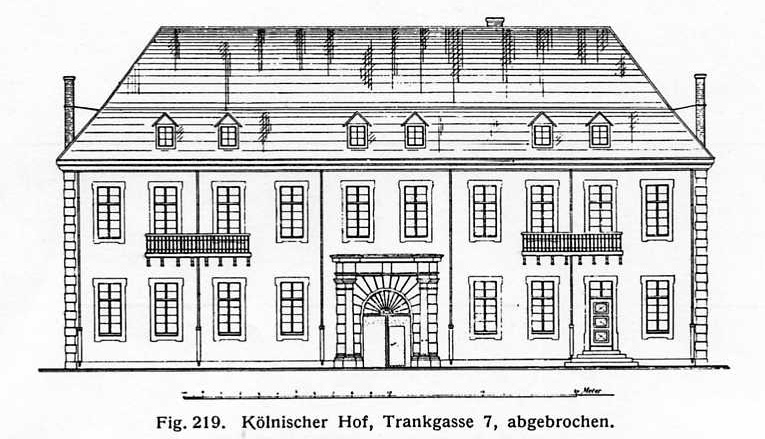
Trankgasse 7 – Kölnischer Hof (um 1820)

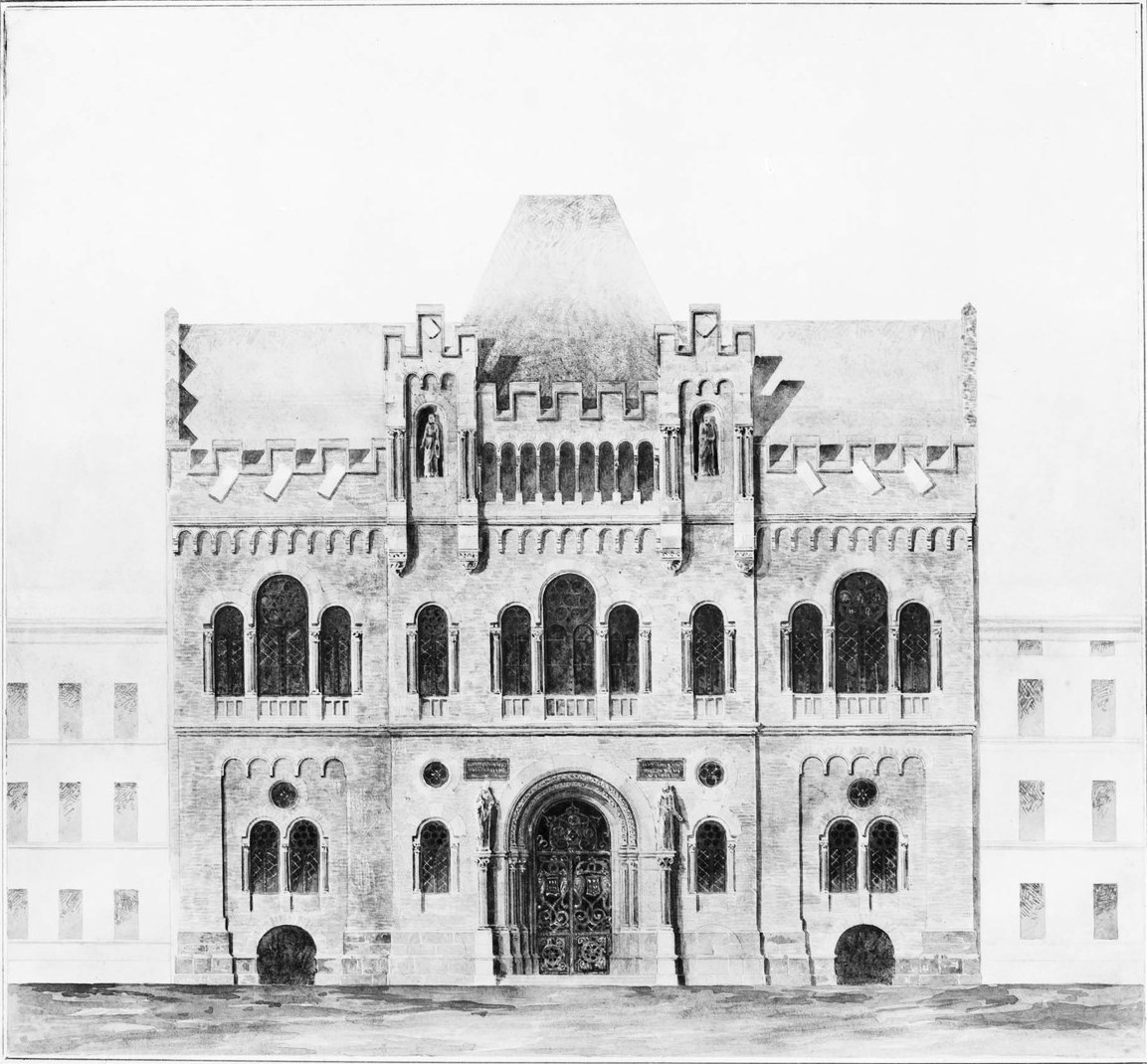
Trankgasse 7 – Kölner Hof (1853), Lithografie von Bernhard Wilhelm Harperath

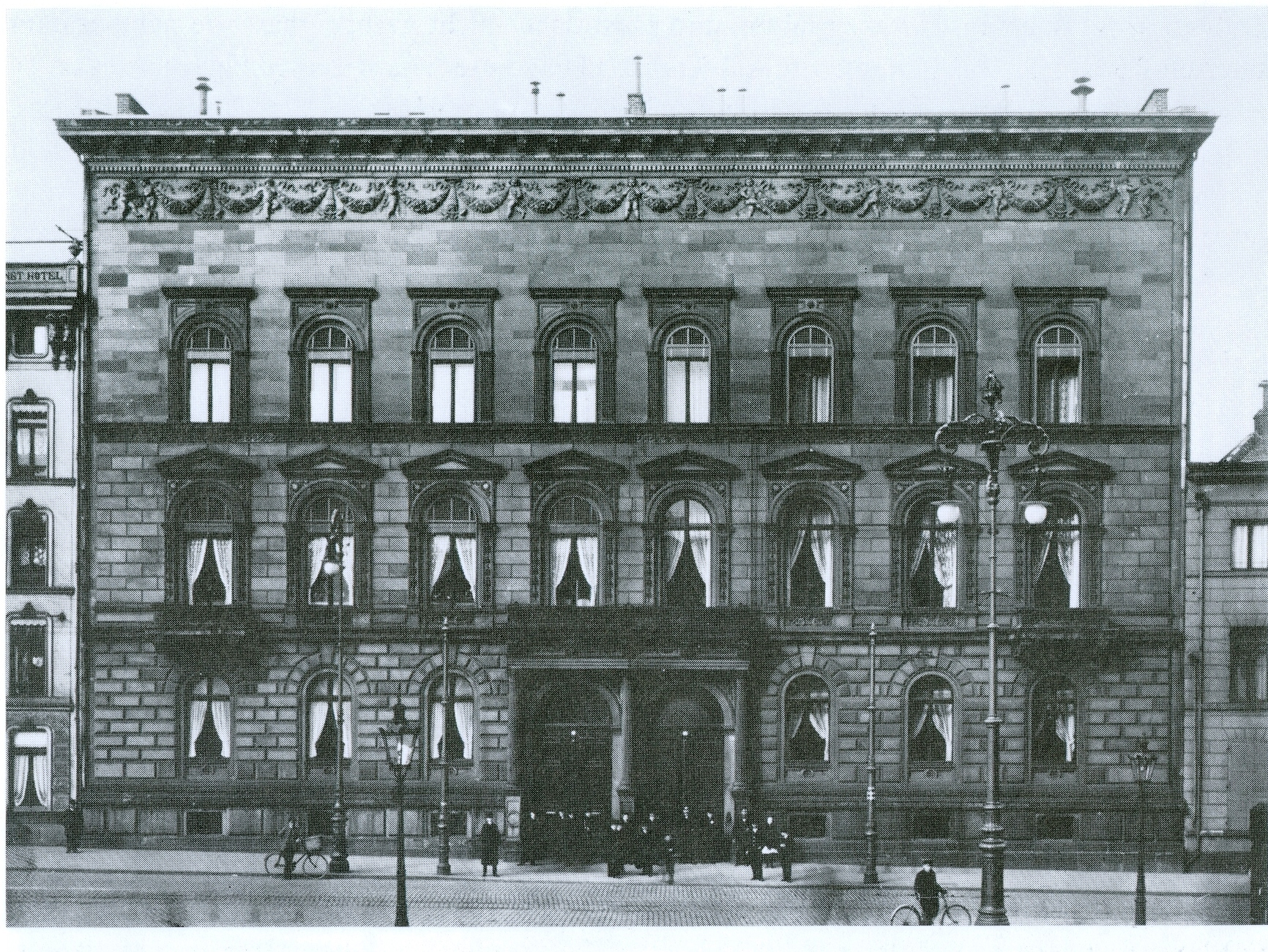
Trankgasse 7 – Haus Deichmann (1867)

Um 1720 entstand in Nr. 13 ein repräsentatives Haus mit Portal-Fenster-Ensembles. Graf Franz Ernst Salm-Reifferscheidt erwarb 1721 neben der Kirche St. Lupus ein Haus in Nr. 25, das er zu einem stattlichen Palais nebst Orangerie, Sommerhaus, Vogelhaus und Pferdeställen umbauen ließ („Salmscher Hof“). In Reiseberichten jener Zeit wurde die Trankgasse als eine der wenigen gut gepflasterten und geräumigen Straßen in der sonst traurigen, finsteren Stadt gerühmt. Architekt Adam Dechen schuf 1725/1726 in Nr. 6 das dreistöckige palastartige Haus des Grafen Franz Ernst Fugger mit elf Fensterachsen und zwei Einfahrten neben St. Lupus und 1730 das „Haus Wichterich“, ebenfalls für die Fugger. Spätestens seit 1754 befand sich der „Wittgensteinsche Hof“ in Nr. 9 im Besitz der Bürgermeisterfamilie von Wittgenstein, als hier am 24. Februar 1754 Johann Jakob von Wittgenstein als Sohn von Melchior Dittmar von Wittgenstein zur Welt kam.
In der Franzosenzeit erwarb am 13. Januar 1794 Abraham Schaaffhausen vom Bankhaus A. Schaaffhausen’scher Bankverein den „Salmschen Hof“ („Die Aue“, davor „Drachenfels“) in Nr. 25, den er nach 1830 durch ein klassizistisches Gebäude ersetzte. Im alten Gebäude kam am 29. Januar 1797 seine Tochter Sibylle Mertens-Schaaffhausen zur Welt. Das Kölner Adressbuch führte ihn ab 1797 als „Banquier, Commission- und Spedition-Handlung in der Trankgasse Nr. 2418“. Die Domdechanei (Nr. 2), die inzwischen dem Weihbischof Graf Karl Aloys von Königsegg-Aulendorf gehörte und von ihm erneuert wurde, diente ab 1797 als Kriminalgericht (Nr. 2401), während am 9. April 1798 im „Kölnischen Hof“ das Zuchtpolizeigericht für das Arrondissement Köln seine Arbeit aufnahm. In Nr. 9 erhielt der Douanen-Empfänger (Zoll-Einnehmer) seinen Sitz. Anlässlich der Feiern zur Amtseinführung von Johann Jakob von Wittgenstein am 9. Juli 1803 zum Maire wird eine Weinstube der Gebrüder Riegeler in der Trankgasse erwähnt, die hier als letzte Domkellermeister gegenüber der Domtreppe arbeiteten. Sie wurde 1865 abgerissen. Nach dem Itinéraire de Cologne hieß die Trankgasse ab 1. Januar 1813 „rue des Francs“. Franz Joseph zu Hohenlohe-Schillingsfürst besaß hier die Häuser Nr. 9 und 23 und wohnte beim Einmarsch der Franzosen in Haus Nr. 9, das er am 23. Mai 1816 an Kommerzienrat Johann Philipp Heimann verkaufte.
Während der preußischen Zeit wohnte ab August 1816 in Nr. 21 das frisch vermählte Ehepaar Joseph Ludwig Mertens und Sibylle Mertens-Schaaffhausen. Kommerzienrat Johann Philipp Heimann bot in seinem großzügig angelegten Haus in Nr. 9 zahlreichen prominenten Gästen Unterkunft. So übernachteten hier zur gleichen Zeit König Friedrich Wilhelm III., dessen Bruder Prinz Wilhelm, Prinz Friedrich der Niederlande, der Herzog von Nassau und Großfürst Nikolaus von Russland mit Gattin Charlotte während ihres Besuchs am 30. Juni 1821. Prinz Friedrich Wilhelm fungierte ab Dezember 1830 als Generalgouverneur der Provinzen Westfalen und Niederrhein mit Hauptsitz in Köln. Da die Unterbringungsmöglichkeiten bei Kommerzienrat Heimann nicht ausreichten, bezog Prinz Friedrich Wilhelm mit seiner Familie Ende 1830 bis Juli 1832 zusätzlich das naheliegende Haus der Eheleute Mertens. Alfred Julius Becher lebte seit 1834 mit seinem Vater in Nr. 15, als er als Musikkritiker für die Kölnische Zeitung arbeitete.

### Gründerzeit

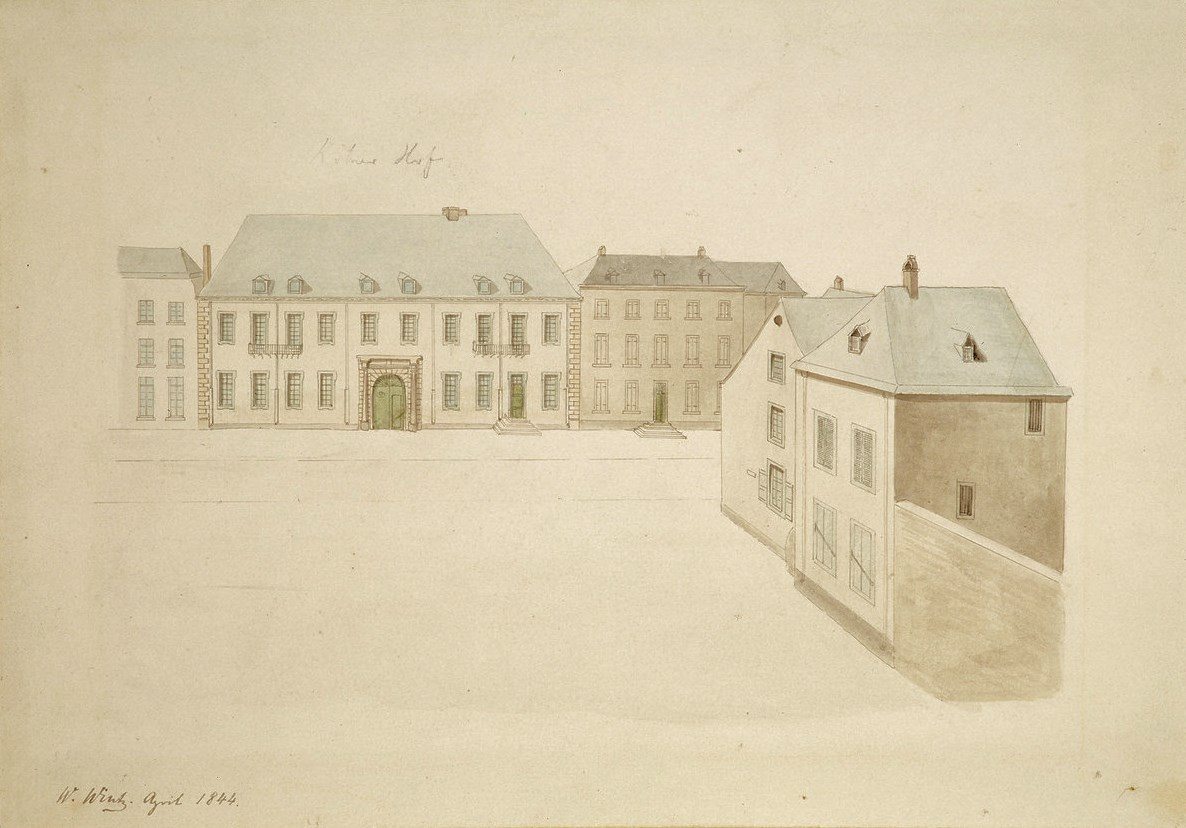
Trankgasse 7 – Kölner Hof (Guillaume Wintz, 1844)
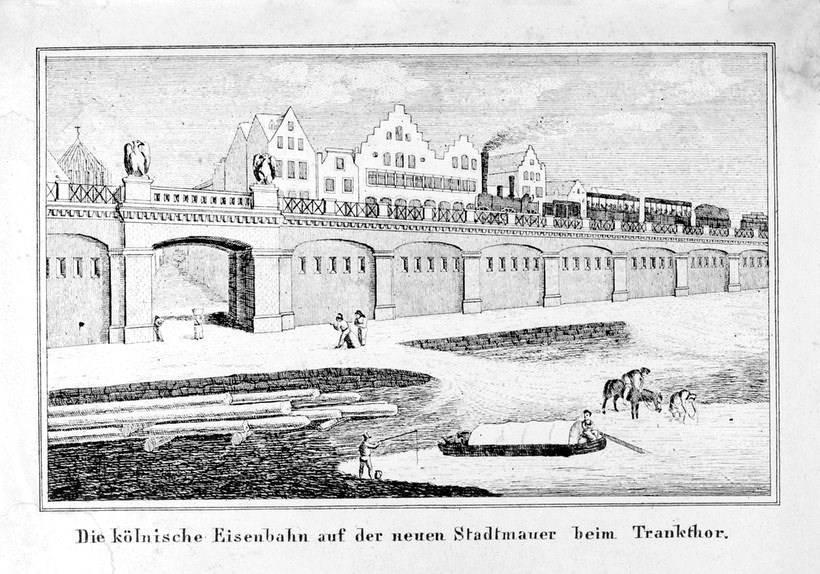
Trankgassentor – Peter Schieffer: Die kölnische Eisenbahn auf der neuen Stadtmauer beim Trankgassentor, Lithographie (vor 1869)
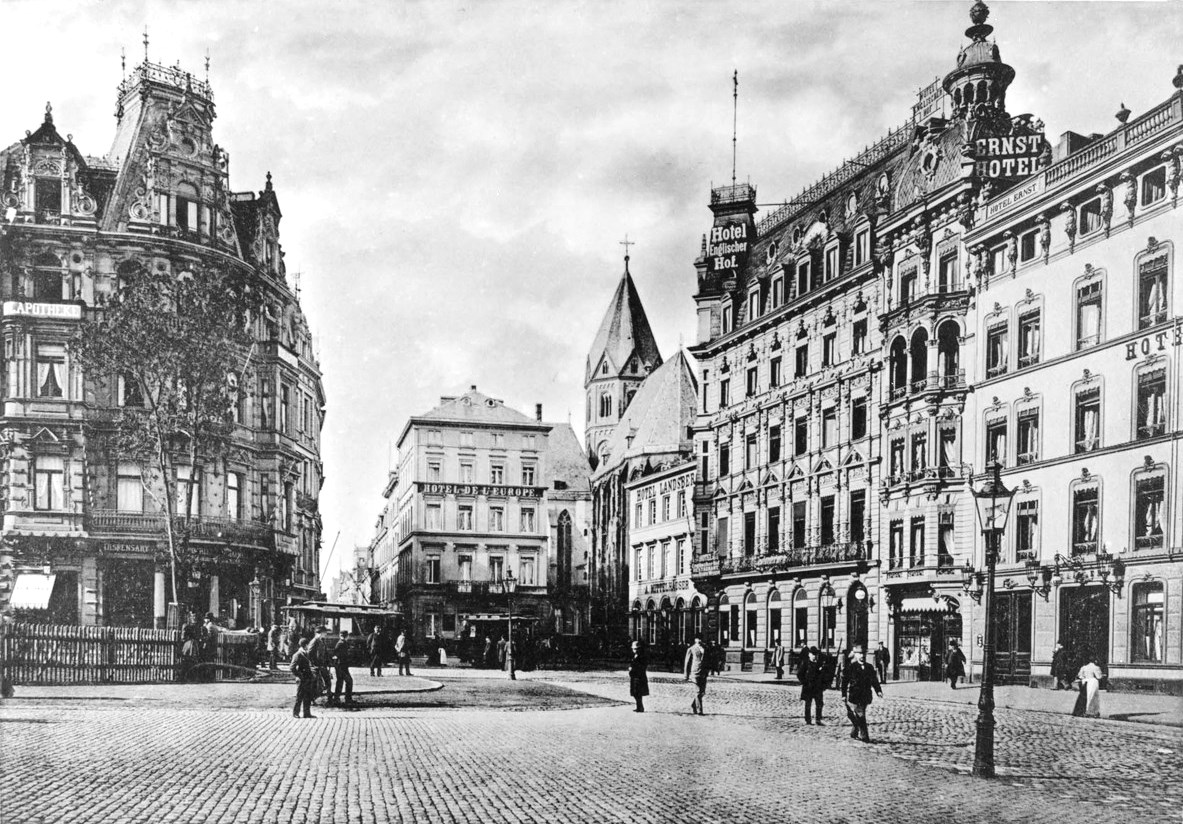
Trankgasse 1-5 – Hotel Englischer Hof und Hotel Ernst (um 1880)
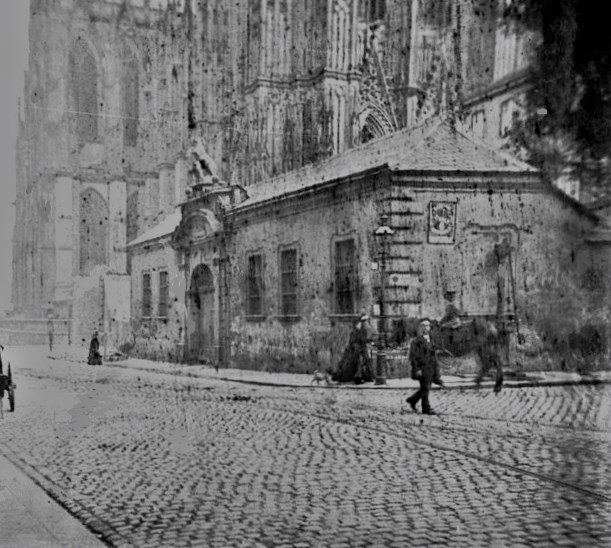
Köln – Trankgasse 2 Domdechanei (um 1890)
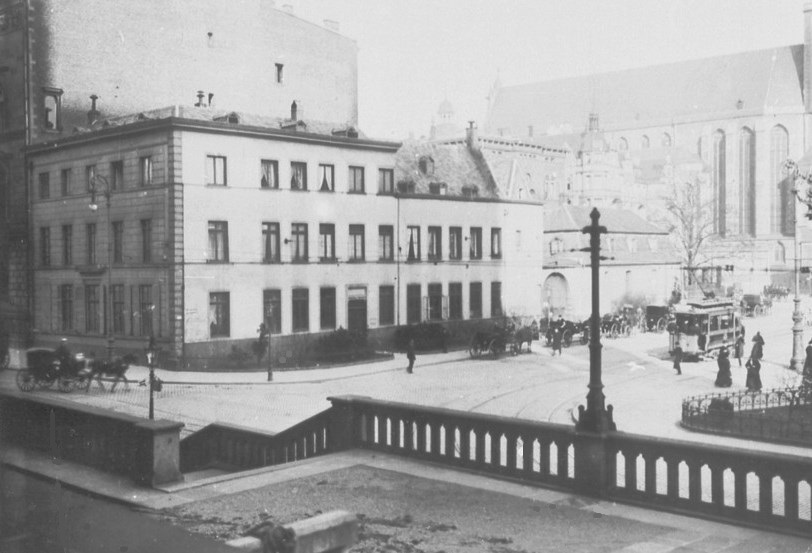
Trankgasse 7-9 – Wittgensteiner Hof (1890–1910)
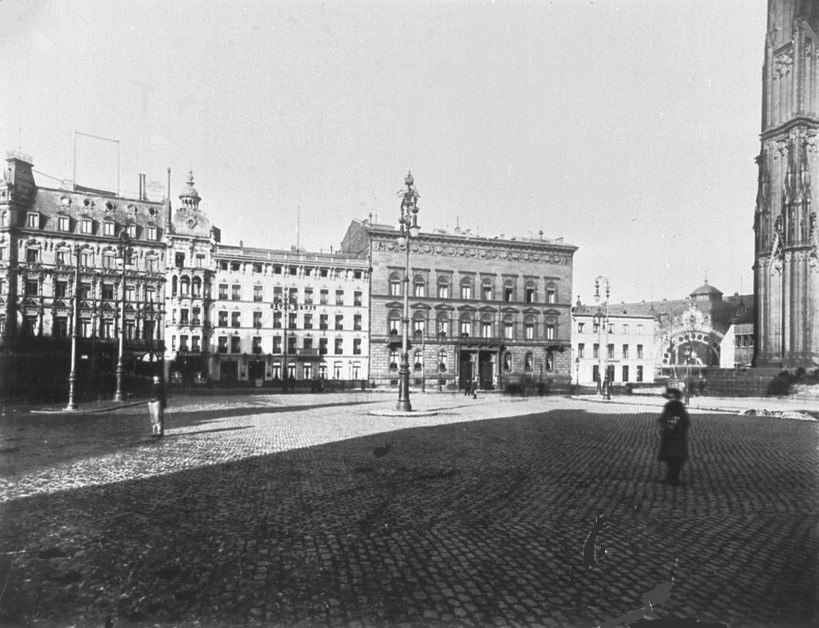
Trankgasse 5/7/9 – Hotel Ernst und Deichmannhaus (um 1894)
Trankgasse 1 – Hotel Fürstenhof (April 1911)

In der Gründerzeit bewohnte zwischen 1834 und 1843 der Bankier Abraham Oppenheim die Nr. 9. In den Jahren 1838/1839 ließen auch der Bankier Wilhelm Ludwig Deichmann und Heinrich von Wittgenstein ihre Wohnhäuser Nr. 23 (heute Nr. 7; die ehemalige Domkurie) und Nr. 25a (Nr. 9; das ehemalige Pfarrhaus von St. Lupus) durch klassizistische Neubauten ersetzen. Heinrich von Wittgenstein ließ sich 1839 durch Dombaumeister Ernst Friedrich Zwirner ein neues Stadtpalais in der Trankgasse 6 (Franzosenzeit: Nr. 2398) auf dem Gelände der niedergelegten Pfarrkirche St. Lupus bauen, das wieder „Wittgensteinscher Hof“ benannt wurde. Das erste in Therese Wittgensteins Küchenbuch notierte „Diné“ fand hier am 2. Januar 1841 statt. Unter den 22 eingeladenen Gästen befanden sich Elisabeth „Lisette“ Merkens (die Stiefschwester von Heinrich von Wittgenstein), die Ehepaare Abraham Schaaffhausen, von Groote, von Seydlitz, Deichmann und Kunstsammler Anton Joseph Essingh, der Oberbürgermeister Johann Adolph Steinberger mit Tochter und die Herren Wilhelm Mülhens und Bankier Friedrich Peter Herstatt. Das Gebäude in Nr. 9 bezog 1839 das „Zentralbüro der Vereinigten Zuckerraffinerien“, es wurde 1865 mit einem Eingang zum Bahnhofsvorplatz versehen und von Deichmann erworben. Der ehemalige „Wittgensteiner Hof“ in Nr. 6 diente ab 1839 als neuer Firmensitz der gerade gegründeten Colonia Versicherung. Zwischen 1840 und 1890 gab es in Nr. 15 das Hotel und Weinhaus Picht.

#### Hauptbahnhof
Zur größten Baumaßnahme im Bereich der Trankgasse sollte sich die Errichtung des Kölner Hauptbahnhofs entwickeln. Noch am 19. April 1849 wandte sich der Rat der Stadt Köln gegen Pläne, eine Eisenbahnbrücke von der Trankgasse nach Deutz zu bauen, weil er diese Brücke als Schaden für Köln ansah. Doch am 22. Juli 1854 vergab die Stadt die Konzession für den Bau einer Rheinbrücke an die Köln-Mindener Eisenbahn-Gesellschaft, woran sich die Rheinische Eisenbahn-Gesellschaft finanziell beteiligte. Diesem Plan musste der alte Botanische Garten an der Nordseite des Kölner Doms weichen, während der Gleiskörper die Trankgasse durch eine Eisenkonstruktion überspannen sollte.
Zunächst entstand im April 1857 an der Trankgasse ein provisorischer Personenbahnhof („Rheinstation“), der bis September 1859 blieb. Von der Rampe an der Trankgasse bis zum Thürmchenshafen (am heutigen Theodor-Heuss-Ring) war nur eine 8 bis 15 Meter breite Uferstraße vorhanden, die landeinwärts vom Bahnhof „Rheinstation“, von der Kehlmauer, dem „Kunibert-Kavalier“ und der Rheinanschlussbahn und rheinwärts von einer steil gepflasterten Böschung begrenzt war. Im Juni 1859 begann der Neubau eines von Heinrich Nagelschmidt konzipierten Wohnhauses in Nr. 13, in den das Neubau-Büro der Bahnhofsverwaltung einzog. Hier fand man bei Ausgrabungen einen Weihestein der Matres Mediotautehae. Nachdem am 3. Oktober 1859 die Hohenzollernbrücke („Muusfall“; Mausefalle) in Betrieb ging, folgte die Eröffnung des „Cölner Central-Personenbahnhofs“ am 5. Dezember 1859.
Um den Dom von Anbauten zu befreien, schenkten 1863 die Köln-Mindener Eisenbahn-Gesellschaft (Trankgasse Nr. 8) und die Colonia-Versicherung (Trankgasse Nr. 6) ihre Gebäude der Stadt. Der Rat der Stadt Köln beschloss am 9. Januar 1883, die Gleisanlagen in der Stadt etwa 4,50 Meter höher zu legen und auf Dämmen oder gemauerten Viadukten durch die Stadt zu führen. Das höhere Gleisniveau ermöglichte eine Bebauung unterhalb der Gleise zwischen Trankgasse und Johannisstraße für die Wartesäle erster und zweiter Klasse, wodurch eine Vielzahl von städtischen Bahnübergängen vermieden werden konnte. Am 25. Mai 1894 wurde im Rahmen einer Erweiterung die dreigliedrige Bahnsteighalle übergeben. Dadurch kam es zur Eisenbahnüberführung über die Trankgasse hinweg. Die königliche Eisenbahndirektion residierte hier in Nr. 24. Der Bahnhof übte jedoch eine zerstörende Wirkung für die ehemals stille und vornehme Trankgasse aus.

#### Weitere Bauwerke
Das heutige Excelsior Hotel Ernst nannte sich ursprünglich für kurze Zeit „Königliche Hofrestauration“ und „Zum König von Preußen“. Es entstand ab 1862 in Nr. 3–5 (heute Nr. 1–5) durch Lorenz Breisig und eröffnete am 16. Mai 1863. Es ist nach dem Bauherrn Carl Ernst benannt, „Königlicher Hofrestaurateur am Centralbahnhof“. Eine Erweiterung fand vor 1867 um das westliche Nebenhaus Trankgasse 1a/Marzellenstraße 2-4/Andreaskloster 8 statt. Dieses ersetzte die als Folge der Säkularisation 1807 abgerissene Pfarrkirche St. Paul. Der in Brüssel lebende Schweizer Hotelier Friedrich Kracht erwarb 1871 das Hotel Ernst, nach dessen Tod 1875 führte seine Frau das Hotel weiter. 1909 gab es hier erste bauliche Veränderungen. Weitere Umbauarbeiten fanden 1910 durch Franz Ahrens und 1926 durch Heinrich Müller-Erkelenz statt; 1948 erfolgte sein Wiederaufbau, der anstelle des Mansardsatteldachs ein flaches Satteldach mit zwei Gaubenreihen vorsah. Seit 1865 gab es unter der Adresse Andreaskloster Nr. 8 das durch Heinrich Nagelschmidt erbaute Hotel „Englischer Hof“, seit 1895 stand es im Adressbuch unter Trankgasse 1a/Marzellenstraße 2-4.
Nach Abbruch des „Kölner Hofs“ und des „Wittgensteinischen Hofs“ im Jahre 1863 erwarb der Kölner Bankier Wilhelm Ludwig Deichmann beide Grundstücke und ließ hierauf 1867 durch Hermann Otto Pflaume das Doppelhaus „Palais Deichmann“ (Nr. 7–9) errichten, in das die Familie 1868 einziehen konnte. Im Oktober 1868 begann die Stadt mit einem Abwasserkanal im östlichen Teil der Trankgasse. Wilhelm Ludwig Deichmann gehörte das 1858 gegründete Bankhaus Deichmann & Comp., das in Nr. 9 residierte. Im dreigeschossigen, achtachsigen Anwesen sind Wilhelm Ludwigs Sohn Carl Theodor Deichmann (1866–1931) und dessen Kinder Carl (1906–1985), Hans (1907–2004) und Freya Deichmann (1911–2010) geboren. Sie wohnten auf der dem Dom zugewandten Hausseite. Das „Palais Deichmann“ wurde 1913 niedergelegt. Vorher kam es zwecks Bahnhofserweiterung zum Abbruch der Häuser Nr. 24 (Propstei von Sankt Maria ad gradus; abgebrochen 1888/1910), Nr. 2 und 13 bis 25a (1892/93). Auch über die Häuser Nr. 13–19 gibt es nachträgliche Abbruchvermerke aus 1907. Durch die umfangreichen Abbrucharbeiten fiel die domnahe Bebauung im südlichen Teil der Trankgasse vollständig weg.

#### Auf der Litsch

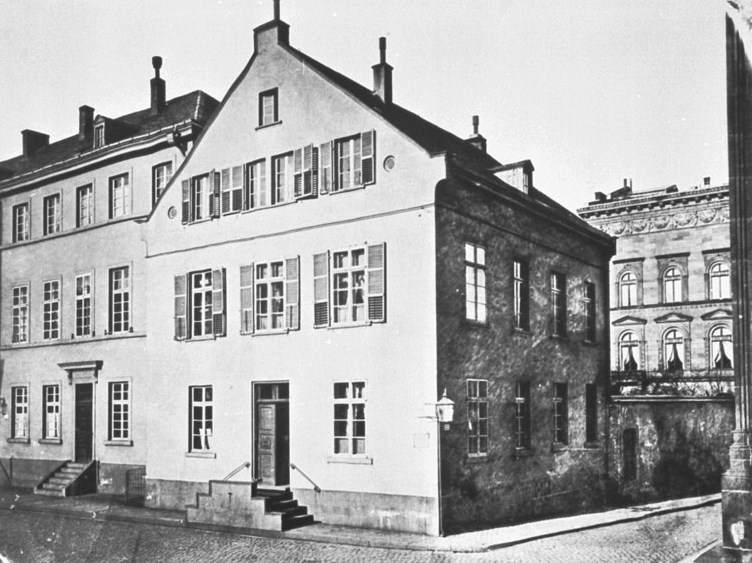
Auf der Litsch/Domkloster 9: Hier wohnte um 1870 Dombaumeister Richard Voigtel, im Hintergrund rechts Deichmannhaus (um 1900)

Die Gasse Auf der Litsch führte seit dem Spätmittelalter an der Westfassade des Kölner Doms in Nord-Süd-Richtung vorbei und verband Trankgasse und Domkloster. Sie wurde urkundlich erstmals 1530 als „Litsche“ erwähnt, wo in Nr. 1 der Domstift seinen Sitz hatte. Im Jahre 1610 entstand in der Trankgasse am Ostende der Litsch das Pfarrhaus St. Maria im Pesch. Auf der Litsch Nr. 1 verkaufte Maria Clementine Martin ab November 1825 ihren Klosterfrau Melissengeist. Der Dom besaß zunächst die Adresse Auf der Litsch Nr. 2. Nach der Domvollendung kam es zur Arrondierung seiner nächsten Umgebung, der die gesamte Litschgasse zum Opfer fiel.

### Neuzeit

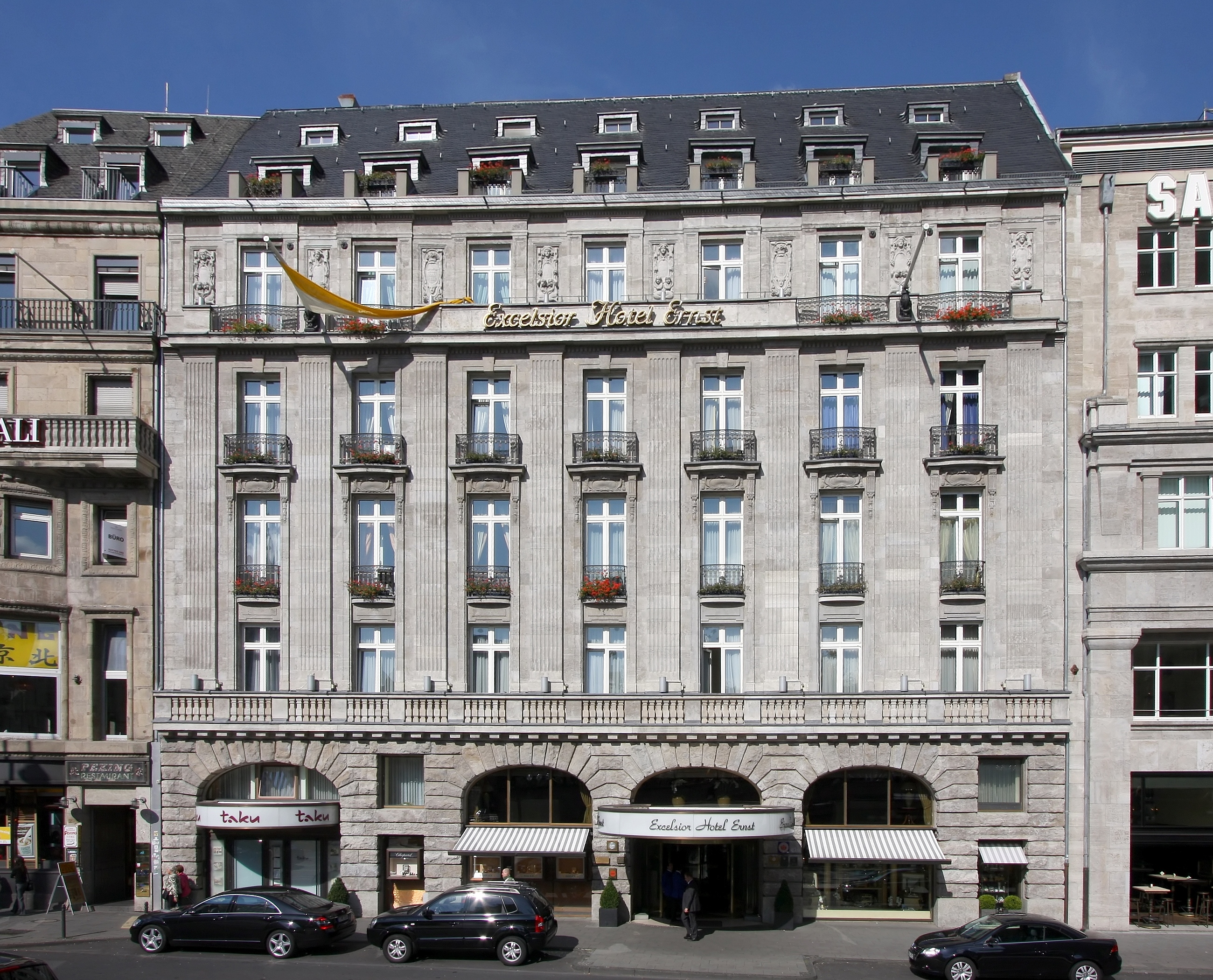
Trankgasse 1-5, Excelsior Hotel Excelsior Ernst (September 2008)

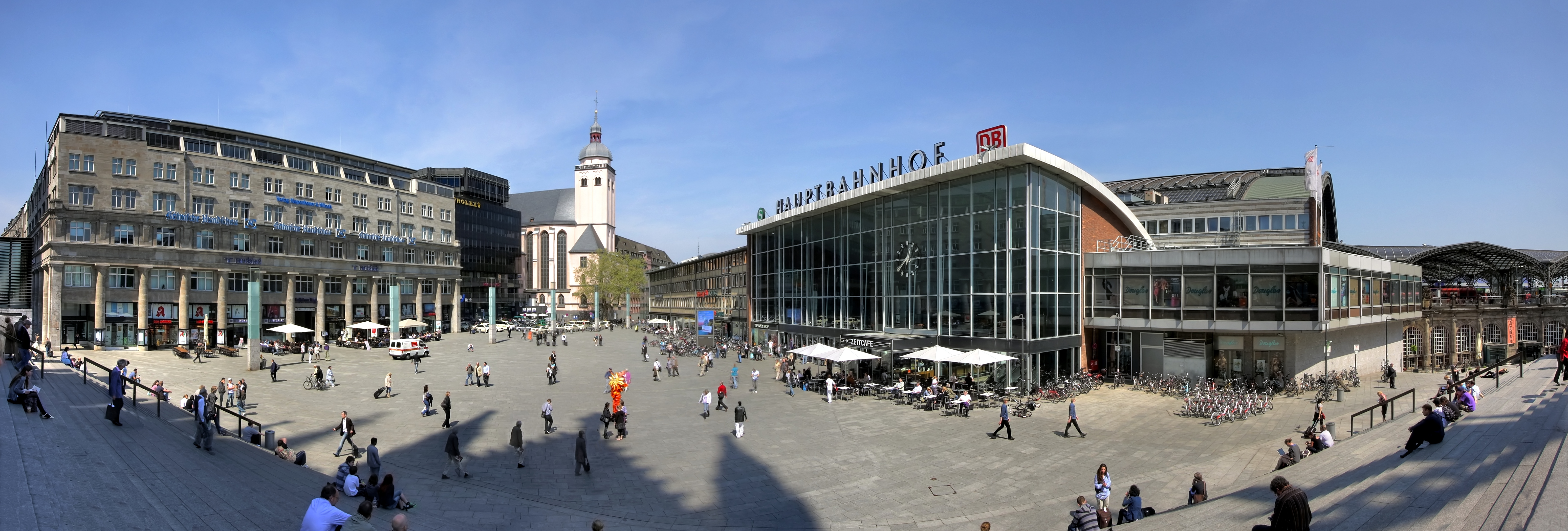
Deichmannhaus und Empfangsgebäude (2010)

Im Jahre 1888 entstand auf dem Eckgrundstück zur Marzellenstraße 2–4 nach einem Entwurf des Architekten Heinrich Nagelschmidt im Auftrag der Brauerei Schmitz das Hotel Fürstenhof. Die beiden Grundstücke Marzellenstraße 2–4 und 6 gehörten einer neu gegründeten Hotel G.m.b.H. Nachdem diese auch das benachbarte Grundstück Marzellenstraße 8 erwerben konnte, begannen langwierige Verhandlungen um die Neubebauung des Gesamtareals. Die Baugenehmigung beruhte letztlich auf einem Gutachten des Dombaumeisters Bernhard Hertel. Das Hotel Fürstenhof, Marzellenstraße 2–8 / Trankgasse, wurde nach einem Entwurf des Kölner Architekten Carl Moritz erbaut und im Dezember 1911 eröffnet. Das am 20. Dezember 1911 eröffnete Café konnte sich einem Zeitungsartikel zufolge mit den feinsten Adressen anderer Großstädte messen. In den drei Obergeschossen gab es zu Beginn über 40 Hotelzimmer. Nach dem Zweiten Weltkrieg erfolgte 1946/1947 eine erste Wiederherstellung des gering beschädigten Hotels durch Josef Kögl für die neue Eigentümerin, die Erste Allgemeine Unfall- und Schadens-Versicherungs-Gesellschaft. Im Jahr 1966 kam es zur Schließung des Hotels. Während die Obergeschosse zu Bürozwecken ausgebaut wurden, gestaltete man das Erdgeschoss einschließlich des Untergeschosses zu einem Verkaufssalon der Volkswagen-Generalvertretung Fleischhauer um. Die im November 1967 abgeschlossenen Umbauarbeiten erfolgten nach Entwürfen des Architekten Hans Schilling. Nachdem 1973 Fleischhauer den Fürstenhof verließ, befindet sich dort seit Januar 1976 eine der ersten McDonald’s-Filialen Kölns.
Auf dem Grundstück Trankgasse 7-9 entstand nach Entwurf des Architekten Heinrich Müller-Erkelenz das heutige, im August 1914 fertiggestellte, siebengeschossige Deichmannhaus mit einer Fassade aus Muschelkalk und einer gleichmäßigen Reihung von monumentalen Halbsäulen. Das 60 Meter × 50 Meter lange Eckhaus öffnet sich zur Trankgasse und zum Bahnhofsvorplatz. Nach seiner Eröffnung führte der bisher in fünf Häusern untergebrachte Gerling-Konzern seine Aktivitäten auf der vierten Etage des Deichmannhauses zusammen. Nachdem die britische Besatzungsmacht im Winter 1918 das Deichmannhaus mit den gemieteten Geschäftsräumen beschlagnahmt hatte, stand der Gerling-Konzern vor der Notwendigkeit, mit seinen Gesellschaften umzuziehen und erwarb 1920 von Johann Gottlieb von Langen das Palais von Langen in der Von-Werth-Straße 14 als neuen Unternehmenssitz. Das Deichmannhaus steht seit dem 13. Dezember 1985 unter Denkmalschutz. Seit Januar 2006 gibt es hier die von Gaffel-Kölsch betriebene Gaststätte „Gaffel am Dom“. Im Mai 2008 war die Entkernung und Sanierung des Deichmannhauses abgeschlossen.

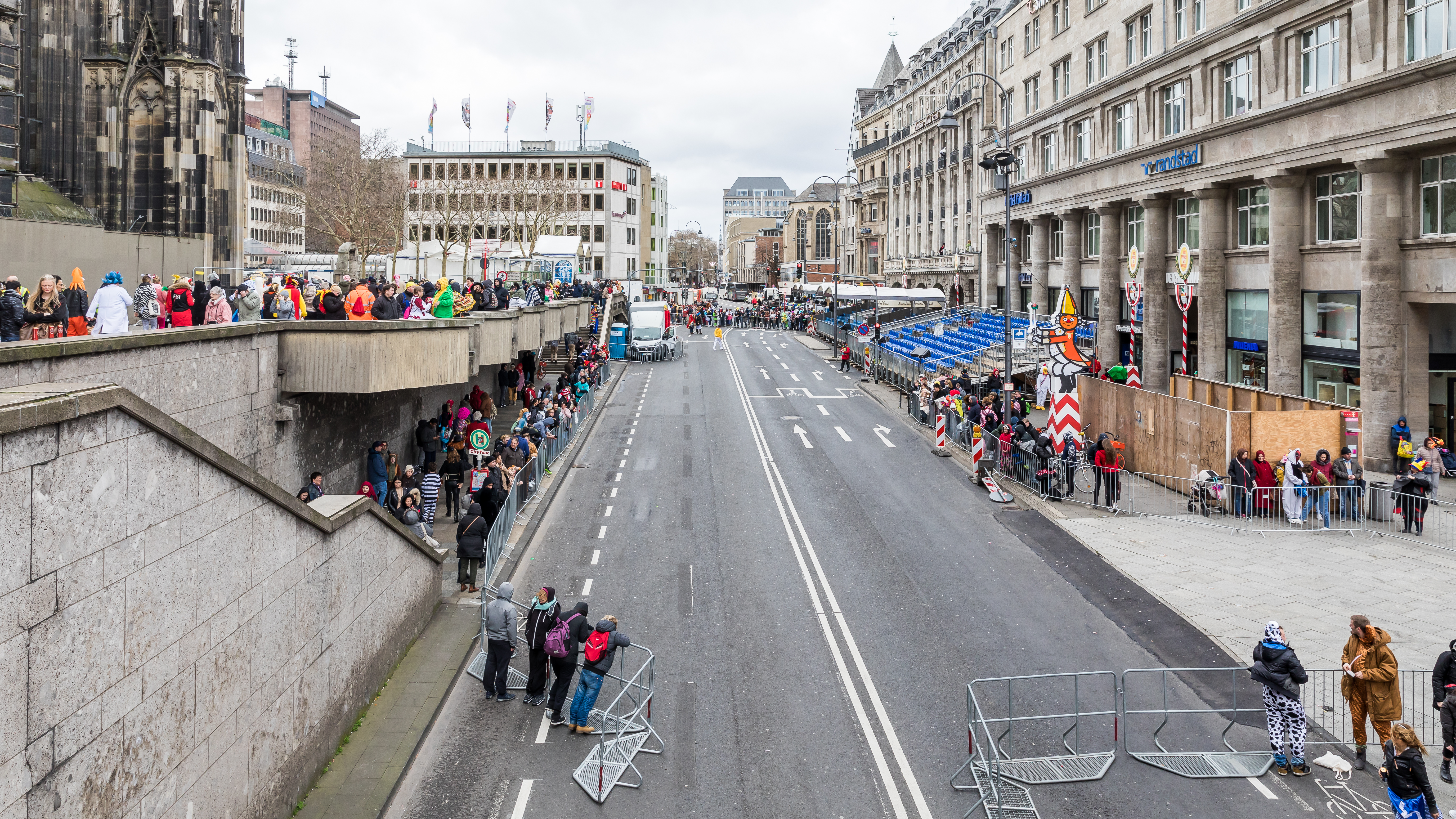
Trankgasse an Rosenmontag 2019

Das am 4. März 1944 teilweise kriegszerstörte Empfangsgebäude des Hauptbahnhofs, offiziell Trankgasse 11, wurde erst ab 1957 durch einen nach den Plänen der Architekten Ottmar Schmitt und Max Schneider errichteten Neubau ersetzt. Er fällt auf durch seine markante, schalenförmige Dachkonstruktion sowie die hohe, voll verglaste Fassadenfront zum Bahnhofsvorplatz und wurde am 23. September 1957 eröffnet. Ebenfalls zum Grundstück Trankgasse 11 gehören der Ladenpavillon „Blumen im Hauptbahnhof“, der Wartesaal am Dom und der „Einkaufsbahnhof dean & david“. Unter der Adresse Trankgasse 20 finden sich seit Januar 2001 das Gulliver Überlebensprojekt für Obdachlose (Kölner Arbeitslosenzentrum) und der Club Bogen2.

## Lage

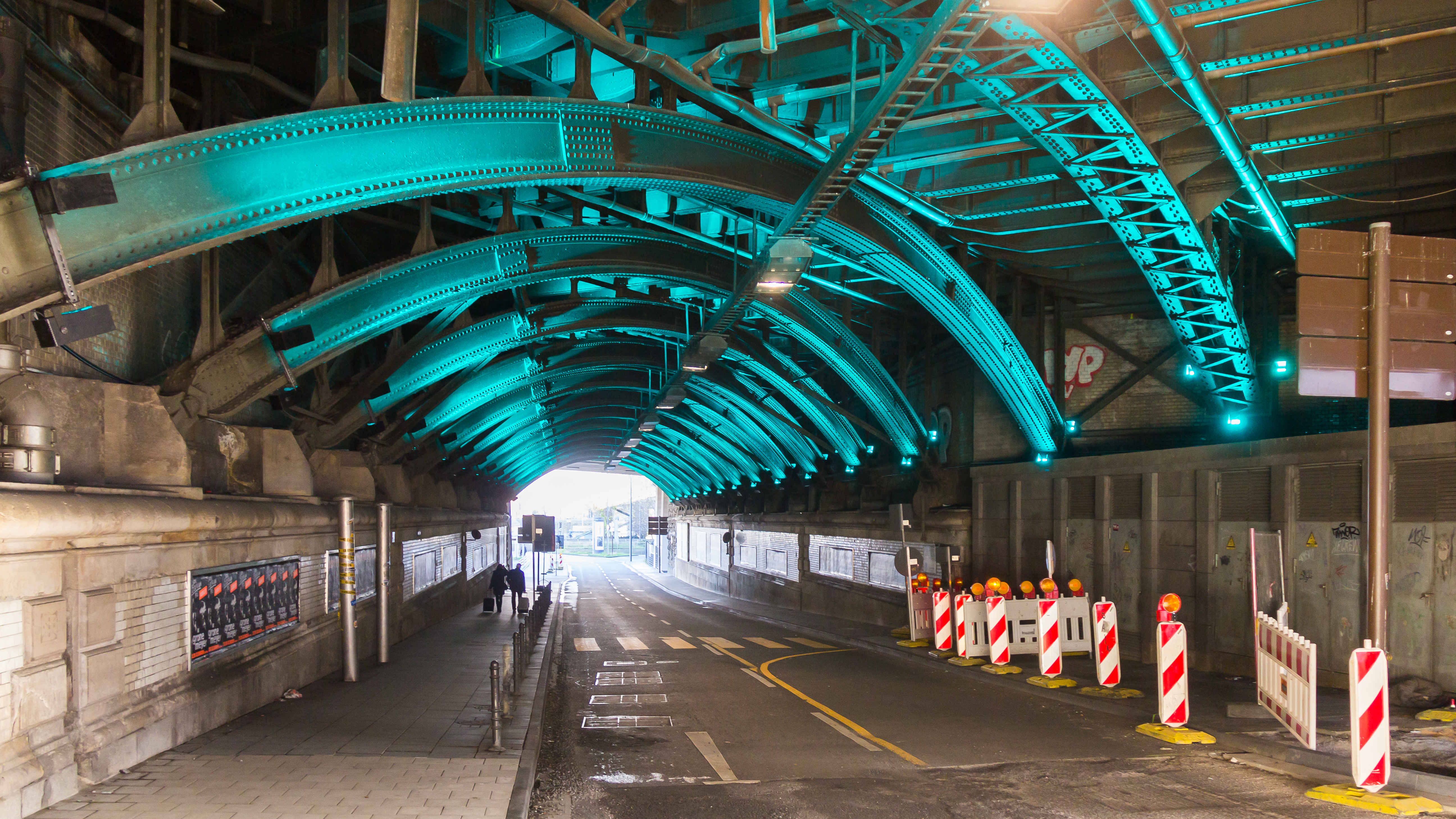
Beleuchteter Tunnel unter den Gleisen des Hauptbahnhofs in Richtung Konrad-Adenauer-Ufer

Im modernen Kölner Stadtbild markieren noch immer Trankgasse/Marzellenstraße, Eigelstein und im weiteren Verlauf die Neusser Straße die gradlinige Trasse der ehemaligen Römerstraße. Die Trankgasse verbindet in Ost-West-Richtung die Marzellenstraße mit dem Konrad-Adenauer-Ufer (Bundesstraße 51) und führt an der Domplatte vorbei, ihre westliche Verlängerung bildet die Komödienstraße. Die Nähe zu Dom und Hauptbahnhof macht die Trankgasse neben der nördlich parallel verlaufenden Dompropst-Ketzer-Straße zu einer der ersten Zugangsstraßen für bahnreisende Touristen und Geschäftsreisende. Sie ist heute lediglich an ihrer Nordseite mit den Hausnummern 1-5, 7-9 und 11 bebaut, östlich der Eisenbahnunterführung gibt es noch die Nr. 20. Die Stadtbahn Köln bedient die Trankgasse durch den U-Bahnhof Dom/Hauptbahnhof.
Nicht verwechselt werden darf die linksrheinische Trankgasse mit der gleichnamigen rechtsrheinischen Straße in Köln-Zündorf.